# Debreceni VSC
O Debreceni VSC é um clube de futebol húngaro. Joga em casa no estádio Nagyerdei Stadion, em Debrecen, com capacidade para 20.020 pessoas.
Na temporada 2009/2010, esteve presente pela primeira vez na fase de grupos da Liga dos Campeões (após ter eliminado na 3ª eliminatória de acesso à competição os búlgaros do Levski Sófia), e foi a segunda equipa húngara que esteve presente neste torneio (a primeira foi o Ferencváros TC em 1995).

## História
O Debrecen foi fundado a 12 de março de 1902 como Debreceni Vasutas Sport Club. O clube alcançou a primeira divisão do campeonato húngaro pela primeira vez na temporada 1943-44. O Debrecen ganhou destaque no início dos anos 2000, quando conquistou seu primeiro título da liga húngara na temporada 2004-05. Desde então, o clube conseguiu conquistar sete títulos no total de 2010. Apesar de perder o apoio do governo no final de 2010 e começar a declinar - lutou contra o rebaixamento na temporada 2016-17, apenas três anos depois de seu último título - o time conseguiu se recuperar e terminou a temporada 2018-19 na terceira posição, credenciando-se assim para a disputa da fase qualificatória da Liga Europa.
O Debrecen alcançou seu maior feito internacional ao chegar à fase de grupos da Liga dos Campeões de 2009-10. No ano seguinte, alcançou a fase de grupos da edição 2010-11 da Liga Europa.

## Elenco atual
Última atualização: 24 de abril de 2025.

## Títulos
- Campeonato Húngaro:

Vencedores (7): 2004-2005, 2005-2006, 2006-2007, 2008-09, 2009-10, 2011-12 e 2014-15
- Copa da Hungria

Vencedores (6): 1998/99, 2000/01, 2007/08, 2009/10, 2011/12 e 2012/13
- Supercopa da Hungria:

Vencedores (5): 2005, 2006, 2007, 2009 e 2010.
- Taça da Liga Húngara

Vice-Campeão (1): 2008.